# Église San Giuda Taddeo
L'église San Giuda Taddeo (français : Saint Jude Thaddée) est une église de Rome, située dans le quartier de Trieste.
La petite église a été construite au début des années 1930, et ouverte au culte le 2 août 1931. Elle est annexée à l'Institut des Sœurs Carmélites de Sainte Thérèse de Florence, qui, ici, possèdent une maison d'accueil (“la petite maison de saint Jude Thaddée”) pour les garçons et les filles appartenant à des familles dans le besoin.
L'église a une forme très simple: une seule nef avec deux autels latéraux et une abside, dominée par une peinture de E. Ballerini de 1940, représentant le saint-titulaire, l'apôtre Judas Thaddée.

## Galerie

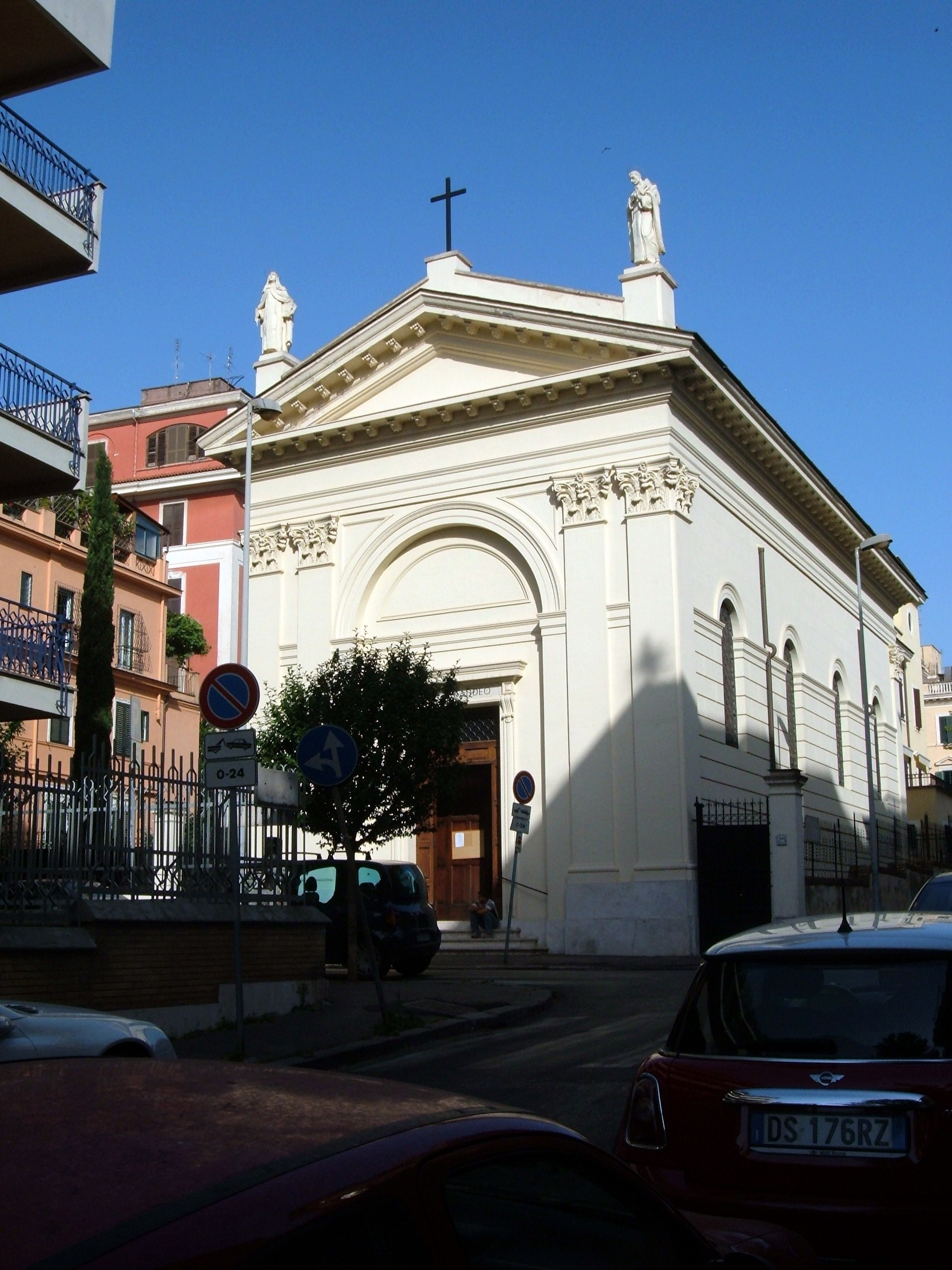
L'église
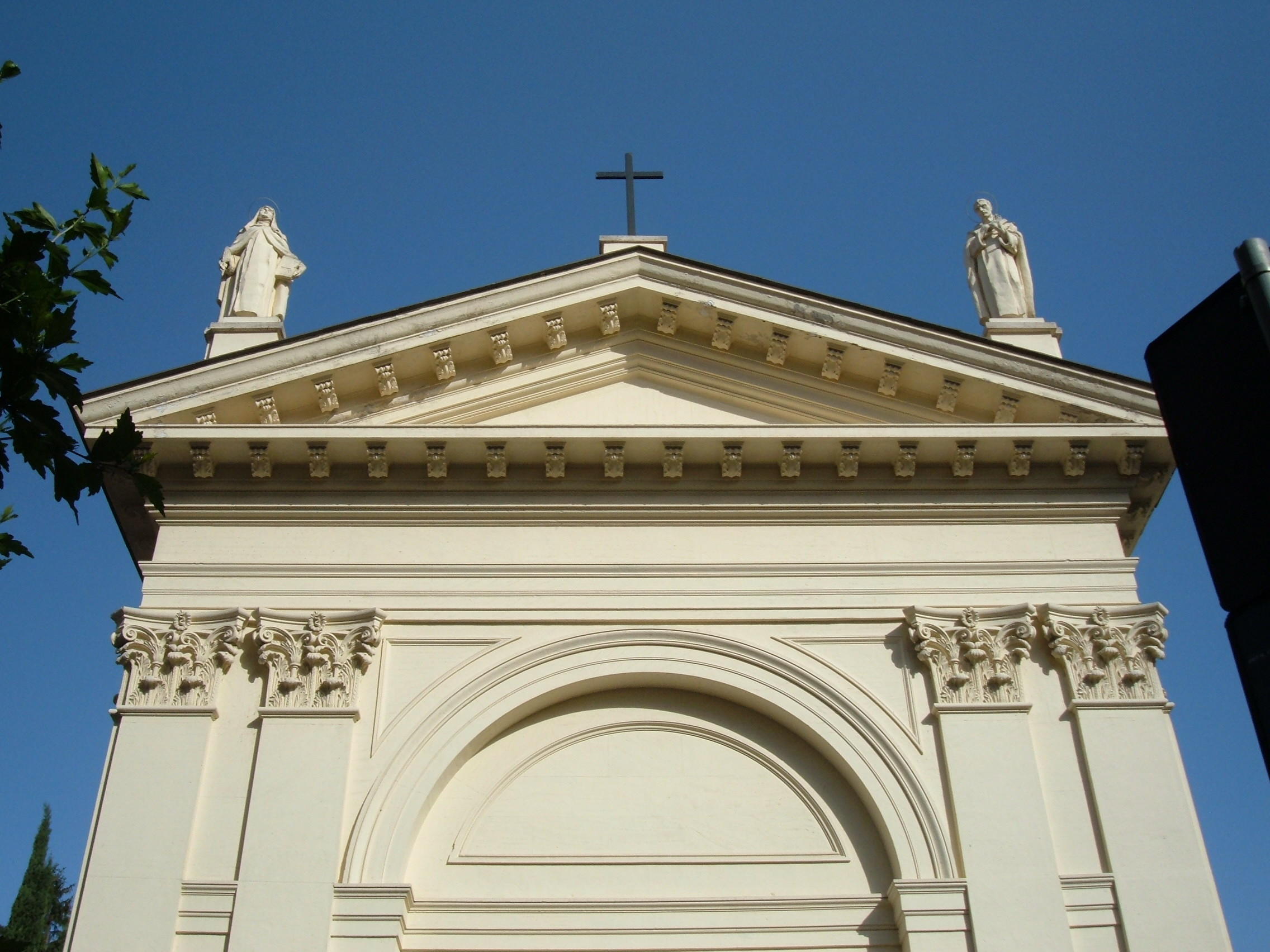
Détail de la façade